# Exclusive 5 Track CD
Exclusive 5 Track CD es un CD promo del grupo estadounidense de indie rock The Strokes. Se publicó en 2003 como un regalo libre en el periódico del Reino Unido, The Observer.
El EP contiene cinco canciones, incluso una pista antes no publicada.

## Lista de canciones
| N.º | Título                                       | Original release      | Duración |  |
| 1.  | «When It Started»                            | "Last Nite" sencillo  | 2:56     |  |
| 2.  | «New York City Cops» (Live in Iceland, 2002) | Live in Iceland       | 3:51     |  |
| 3.  | «Last Nite» (original demo)                  | The Modern Age        | 3:19     |  |
| 4.  | «Meet Me in the Bathroom» (home recording)   | Previously unreleased | 3:03     |  |
| 5.  | «12:51»                                      | Room on Fire album    | 2:28     |  |